# Chiesa di Sant'Eustachio (Cermignano)
La chiesa di Sant'Eustachio  è una chiesa a Cermignano, in provincia di Teramo ed è dedicata a Sant'Eustachio.
Alla chiesa è annesso l'antico convento dei Cappuccini, danneggiato dal terremoto del 2009.

## Descrizione
La chiesa è stata costruita nel 1678 annessa al Convento dei Frati Cappuccini. Il convento era dotato di una ricca biblioteca, confluita nella Biblioteca provinciale di Teramo, dopo le soppressioni del 1866. Il convento è stato danneggiato dal terremoto del 2009.
La chiesa è semplice, a impianto rettangolare con una facciata a capanna, restaurata nel Novecento, provvista di un oculo centrale e un piccolo portico di accesso del XVII secolo. Il piccolo campanile è a vela.
L'interno, segue l'impianto sobrio cappuccino a navata unica con volta a botte. È presente un capo-altare barocco, opera di Giovanni Palombieri attivo anche nei conventi cappuccini teramani e del pescarese, noto per i suoi altari a tabernacolo ligneo. L'altare è molto simile all'altare della chiesa dei Cappuccini di Teramo . Sono presenti alcuni quadri del pittore seicentesco Giacomo Farelli, attivo nell'Abruzzo chietino e pescarese. 
Il grande tabernacolo accoglie i dipinti che raffigurano San Francesco in estasi e San Brunone da Colonia negli scomparti laterali, al centro la grande tela della "Visione di Sant'Eustachio".
Nei lati della navata vi son le tele della Madonna col Bambino tra san Domenico e Sant'Antonio,una "Annunciazione" , una tela dei Santi dell'ordine francescano, san Felice da Cantalice con Gesù  Bambino; una tela della Madonna tra santi dell'ordine francescano, di ambito abruzzese.

La chiesa stata restaurata nel 2005.